# Misty Oldland
Misty Oldland, (de son vrai nom Michele Oldland) est une chanteuse de musique soul anglaise.

## Biographie
Misty Oldland est originaire de Londres où elle a débuté dans un duo féminin a cappella appelé Oldland Montano (avec sa meilleure amie Key Montano). Ce duo a sorti un album en 1988 intitulé The Time has come (produit par Sean Oliver, signé avec Siren Records,et Nick Froome)
En 1990, elles se séparent pour des carrières personnelles. Misty ouvre une discothèque à succès, nommée Slow motion, spécialisée dans le hip-hop et le RnB lents (tempos inférieurs à 100 bpm).
Cette activité lui permet de produire ses propres enregistrements à partir de 1992.
Misty a une formation classique en violoncelle et piano ; elle écrit et arrange ses chansons. Influencées à la fois par les techniques d'écriture modernes et anciennes, les chansons de Oldland sont souvent composées sur un piano Fender Rhodes. D'autres idées lui viennent de beats et de sessions d'improvisation.
Elle produit alors son premier single, Got me a feeling (featuring Omar) en 1993, via le label Boogie back records. Elle le distribue elle-même aux stations de radio.
Cela lui permet de signer avec Sony Music (Columbia) et de coproduire avec Joe Dworniak son premier album, Supernatural.

### Supernatural
Cet album est acclamé par la critique et est vendu à 150 000 exemplaires en Europe (numéro un en Islande, et dans les top 10 en Europe et au Japon.
Le single A Fair affair, tiré de cet album, fera exploser la carrière de Misty en France, où il connaîtra un franc succès.(ce titre contient le sample de la chanson Je t'aime… moi non plus de Serge Gainsbourg.
Misty Oldland trouve des affinités musicales avec Joe Dworniak (de l'ancien groupe de funk des années 80 I-level, producteur de Jarabe de Palo), qui a su recréer un son analogique pour Supernatural en s'entourant de musiciens britanniques phares : Glen Nightingale (The Gap Band) à la guitare, Danny Cummings (Eric Clapton, Dire Straits) aux percussions et Frank Tontoh (Craig David, George Michael) à la batterie.
Les chanteurs participant à l'album sont tous de la famille acid jazz, et fréquentent tous le Slow motion.

### Luminous
Avec les mêmes musiciens, elle enregistre son deuxième album. À mi-parcours, elle se brouille avec Sony Records, et trouve un accord avec Sony Records Japan (Epic Records) ; Luminous ne sera distribué qu'au Japon, en 1996.
Cet album voit la participation de Michael Rose (Black Uhuru), ainsi que Noel McKoy et Brand New Heavies.

### Activités diverses
Entre-temps, elle a présenté une émission sur une chaîne musicale anglaise (MTV).
Misty Oldland a aussi continué sa carrière de mannequin en posant pour plusieurs campagnes publicitaires en Grande-Bretagne et au Japon.
Misty crée aussi des pochettes d'album.
Elle a également participé à un album hommage dédié à Georges Brassens en 1998. Elle y interprète Beautiful stranger, une reprise de Chanson pour l'Auvergnat.
Elle a aussi collaboré avec Morcheeba sur leur morceau Who can you trust.

### Greenpeace
Son amour pour l'art, conjugué avec celui de la musique pousse Oldland à monter son propre label, Mistic Discs.
Une des finalités principales est l'écologie (usage d'emballages recyclables, etc.) ; chaque vente de disque accorde un don à l'organisation Greenpeace.
Elle est activement engagée contre la déforestation, qui sera d'ailleurs le thème de son troisième album, Forest Soul. Cet album, paru en 2005, est basé sur des samples de bruits de nature, d'oiseaux, de forêt.

## Discographie

### Albums
- 1987 : The Time has come (avec Oldland Montano)
- 1994 : Supernatural
- 1996 : Luminous (sorti au Japon)
- 2003 : Forest soul

### Singles
- 1989 : Sugar mummy (avec Oldland Montano)
- 1989 : Love dimension (avec Oldland Montano)
- 1989 : Sometimes black sometimes white (avec Oldland Montano)
- 1993 : Got me a feeling (featuring Omar)
- 1994 : A Fair affair
- 1994 : I wrote you a song
- 1994 : S track promo
- 1995 : Groove eternity
- 1997 : Wonderful world (reprise)
- 1998 : Beautiful stranger (reprise en anglais de L'Étranger de Georges Brassens)
- 2003 : Orange fox